# Scum (Band)
Scum ist eine Hardcore-Punk-/Black-Metal-Band, die im Jahr 2002 von ehemaligen Bandmitgliedern von Amen, Emperor, Zyklon und Turbonegro gegründet wurde. Alle Bandmitglieder außer dem Sänger Casey Chaos, der aus den USA stammt, sind Norweger. Entgegen der Ablehnung der Ideale der Hardcore-Szene im frühen Black Metal, äußerte Schlagzeuger Faust: „Die Verbindung dieser Leute ist gar nicht so überraschend […]. Black Metal, Punk und Hardcore bringen ähnliche Einstellungen mit.“ Er verweist außerdem auf die Punk-Einflüsse bei Black-Metal-Pionieren wie Bathory, Celtic Frost und Venom, „selbst wenn das mitunter an der miesen Produktion und ihren mangelhaften Spielfähigkeiten liegt“.
Ihre ausschließlich in Norwegen veröffentlichte Single Protest Life und ihr Album Gospels for the Sick wurden in einer einzigen Studiosession im September 2004 aufgenommen. Die Band hatte nur wenige Live-Auftritte bis jetzt, einen davon bei dem norwegischen Øya Festivalen im Sommer 2005 und einen beim Camden Underworld in London. Bei der Band hatten zudem andere Künstler, wie zum Beispiel Mortiis und Nocturno Culto, Gastauftritte.

## Geschichte
Die Bandmitglieder von Scum haben in ihrer Vergangenheit in zahlreichen Bands mitgespielt. Ihr Gitarrist Samoth spielte in einigen bekannten Black-Metal-Bands wie zum Beispiel Emperor, Gorgoroth, Satyricon, Zyklon, Thou Shalt Suffer, Arcturus und Zyklon-B. Schlagzeuger Faust wirkte bei der Musik von Emperor, Aborym, Zyklon, Thorns und einigen anderen weniger bekannten Bands mit. Cosmocrator spielte unter anderem für Windir und Zyklon. Ihr Sänger Casey Chaos erstellt Songs für Bands wie Grindhaller XXX und Damned Damned Damned. Bandmitglied Happy Tom spielt die Bassgitarre in der Band Turbonegro.

## Diskografie
- 2005: Protest Life (Single)
- 2005: Gospels for the Sick